# Gérard Pautonnier
Gérard Pautonnier est un réalisateur français.

## Biographie
Gérard Pautonnier a d'abord travaillé dans la publicité et pour la télévision. 
Son premier long métrage, Grand Froid, né de la rencontre avec Joël Egloff et récompensé en 2015 par le Prix du public du meilleur scénario au Festival Premiers Plans d'Angers, est sorti en 2017.

## Filmographie

### Courts métrages
- 2006 : Chippendale Barbecue
- 2015 : L'Étourdissement

### Long métrage
- 2017 : Grand Froid

### Télévision
- 2004 : Samantha Oups ! (4 épisodes)
- 2008 : Code barge
- 2013 : Nos chers voisins (1 épisode)